# Áine Minogue
Áine Minogue, née le 27 mai 1977 à Borrisokane dans le comté de Tipperary, est une harpiste, chanteuse et compositrice irlandaise vivant dans la région de Boston aux États-Unis.
Elle a enregistré treize albums solo dans des styles généralement classés comme celtique, world, folk et new-age.

## Discographie
- 1994 : Were You at the Rock Beacon Records[2],[3]
- 1996 : Mysts of Time North Star Music
- 1996 : To Warm Winter's Night Evergreen Music Recordings / Music Design
- 1997 : Between the Worlds RCA Victor
- 1998 : Circle of the Sun RCA
- 1999 : Vow: An Irish Wedding Celebration North Star Music
- 2004 : Twilight Realm Little Miller Music
- 2004 : Celtic Meditation Music Gemini Sun / Sounds True
- 2005 : Celtic Lamentations Gemini Sun / Sounds True
- 2008 : Celtic Pilgrimage Gemini Sun / Sounds True
- 2012 : Close Your Eyes, Love: Lullabies of the Celtic Lands CD Baby
- 2014 : Winter a Meditation
- 2017 : In the Name of Stillness Little Miller Music
- 2019 : Epiphany - Celtic Christmas Music Little Miller Music